# Sárkány Tibor
Sárkány Tibor (Budapest, 1913. augusztus 12. – Budapest, 1970. november 14.) orvosalezredes, stomatológus, lapszerkesztő.

## Élete
Sárkány Ferenc (1882–1958) államnyomdai díjnok és Tuppány Irén Katalin (1882–1941) fiaként született. Középiskolai tanulmányait 1923 és 1931 között a Budapesti II. kerületi Magyar Királyi Állami Mátyás Király Főgimnáziumban végezte. A budapesti Pázmány Péter Tudományegyetemen 1937. szeptember 27-én avatták orvosdoktorrá. 1936 és 1938 között megbízták a Kórbonctani Intézet és Kísérleti Rákkutató Intézet díjtalan gyakornoki teendőivel. 1938–1939-ben a Stomatológiai Klinika díjtalan gyakornoka volt. 1941-ben fogszakorvosi képesítést szerzett. A második világháború alatt hivatásos katonaorvosként szolgált. 1944-ben szovjet hadifogságba esett. 1948-ban tért haza. 1948 és 1956 között a Magyar Néphadsereg különböző alakulatainál teljesített szolgálatot. 1956-tól a Központi Katonai Kórház szájsebészeti osztályán alorvos, majd adjunktus volt.
Tagja volt 1954-től haláláig a Fogorvosi Szemle szerkesztőbizottságának.
Főleg a konzerváló fogászat és szájsebészeti kérdésekkel foglalkozott.

## Művei
- Ikerfogak a felső nagymetszők helyén. (Fogorvosi Szemle, 1953, 5.)
- Fogatlan állkapocsban visszahagyott gyökerek röntgen lokalizációja. (Fogorvosi Szemle, 1954, 6.)
- 8 év állkapocstöréses beteganyagának statisztikai adatai. Gyenes Vilmossal, Tóth Istvánnal. (Honvédorvos, 1958, 4.)
- Antibiotikumok alkalmazása a pulpa betegségeinek gyógyításában. (Fogorvosi Szemle, 1961, 4.)
- Adatok a danetitio difficilis néhány kérdéséhez. Gyenes Vilmossal, Tóth Istvánnal. (Honvédorvos, 1962, 3.)
- Odontoma compositum conglobatum. Béres Károllyal. (Fogorvosi Szemle, 1963, 6.)
- Tapasztalatok a felső állcsonttörések műtéti kezelésével. Tóth Istvánnal. (Honvédorvos, 1968, 1.)
- Progenia-műtét a felhágó ágon végzett ferde osteotomiával. Tóth Istvánnal. (Fogorvosi Szemle, 1969, 3.)

## Díjai, elismerései
- Érdemes orvos (1965)